# Антоніо делла Скала
Антоніо делла Скала (італ. Antonio della Scala; 1363  — 5 серпня 1388) — сеньйор Верони у 1375—1387 роках.

## Життєпис
Походив з династії Скалігери. Позашлюбний син Кансіньоріо I, синьйора Верони, від Маргарити де Піттаті. Народився у 1363 році в Вероні. У 1375 році після смерті батька разом зі зведеним братом Бартоломео II став синьйором Верони. З огляду на малий вік встановлено регентство чоловіка вуйни Бернабо Вісконті. Але 1378 року його змінила Рада чотирьох. Вдалося налагодити відносини з церквою, відновити права власності, втрачені феодалами та знатними родинами і містами за Кансіньоріо делла Скала.
У 1382 році влаштував підступну змову, в результаті чого було вбито брата Бартоломео II, у смерті якого Антоніо делла Скала звинуватив роди Ногароле і Маласпіна. За його наказом члени родин Ногароле і Маласпіна були схоплені і віддані суду. Незважаючи на жорстокі тортури, ні один з обвинувачених не зізнався в йому злочині, що приписувався. Тому швидко пішли чутки стосовно справжнього організатора вбивства.
Все це налаштувало впливові роди і населення проти делла Скали. 1382 року відбувся шлюб з донькою володаря Равенни. У Верону наречена в'їхала сидячи на білому коні, вбрана в сліпучу білу сукню, всю усипану діамантами. Свята, якими супроводжувалася весілля, тривали 27 днів. На античній веронській арені було споруджено «Замок любові», дівчата і жінки шляхетних родин захищали його, обороняючись квітами, солодощами та запашними водами від жартівливих нападів молодиків Верони і Віченци. Цим Антоніо I намагався відволікти увагу населення від підозри в злочинні.
Того ж року вступив в союз з Венеціанською республікою проти роду Каррара, володаря Падуї, та Фріульського маркграфства, що належало патріарху Аквілеї. Синьйор повинен був отримати Падую за допомогу. Для захисту кордонів 1383 року відновив замок Торрі-ді-Бенако біля озера Гарда.
Водночас виникла загроза для Верони з боку Джан Галеаццо Вісконті, герцога Мілану, який мав намір об'єднати Північну та Центральну Італію. Бойові дії з Падуєю розпочалися у 1386 році, але були невдалими для Верони, військо якої у двох битвах зазнало поразок. Тиранія Антоніо I, невдачі в війні, яка спустошувала землі Верони призвело до падіню авторитета Скалігерів. Напочатку 1387 року Віченца оголосила про незалежність, а потім визнало владу Мілану.
Влітку 1387 року міланські війська рушили на Верону, але Антоніо делла Скала не отримав підтримки, військо фактично відмовилося коритися. Тому делла Скала у листопаді того ж року втік з міста, яке відкрило міські брами загонам Вісконті.
Спроби Антоніо отримати допомогу від Венеціанської та Флорентійської республік, папи римського Урбана VI не мали успіху. На зібрані власні кошти зібрав наймане військо, проте помер під час походу на Верону 1388 року в містечку Тредоціо. Вважається, що Антоніо делла Скала було отруєно.

## Родина
Дружина — Самарітана, донька Гвідо III да Полента, синьйора Равенни
Діти:
- Кан Франческо (1385—1399)
- Поліссена, дружина Лансілотто Ануїсолло
- 2 бастарди